# آروچاوانک
آروچاوانک (به ارمنی: Արուճավանք) کلیسای با معماری ارمنی است که در بخش غربی کوه آراگاتس واقع در روستای آروچ در استان آراگاتسوتن در کشور ارمنستان است. این کلیسا که در قرون وسطی ساخته شده است، یکی از بزرگ‌ترین و مهم‌ترین کلیساهای ساخته شده ارمنستان در این بازهٔ زمانی است.

## نگارخانه

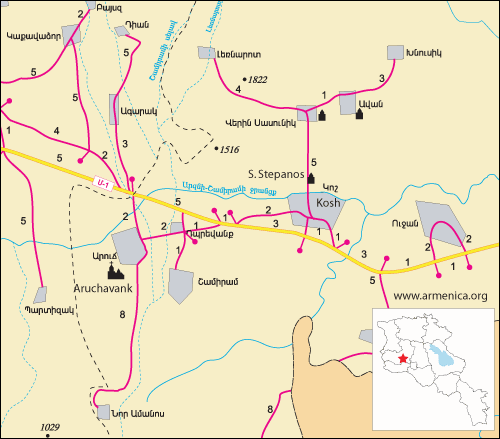
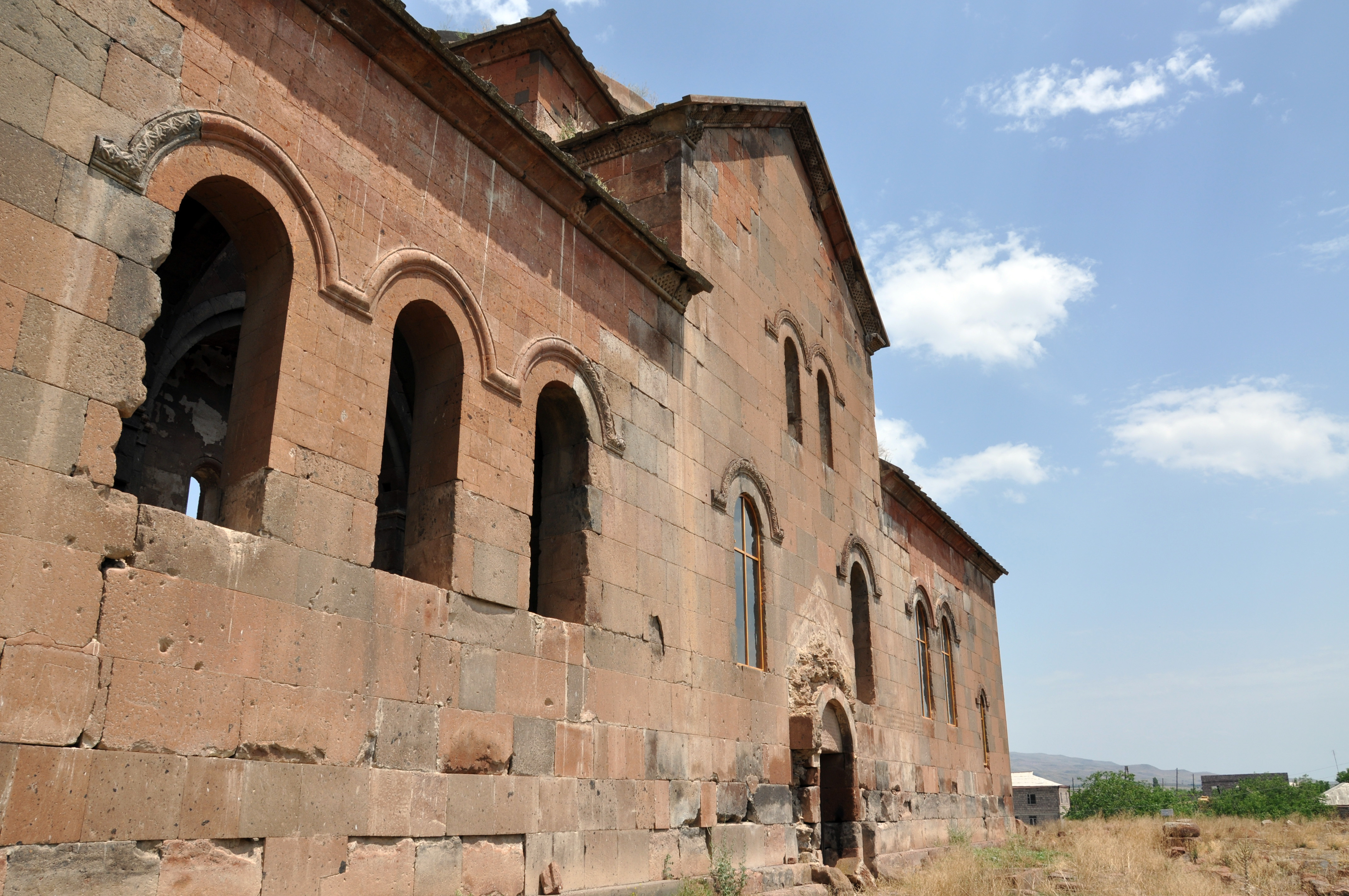
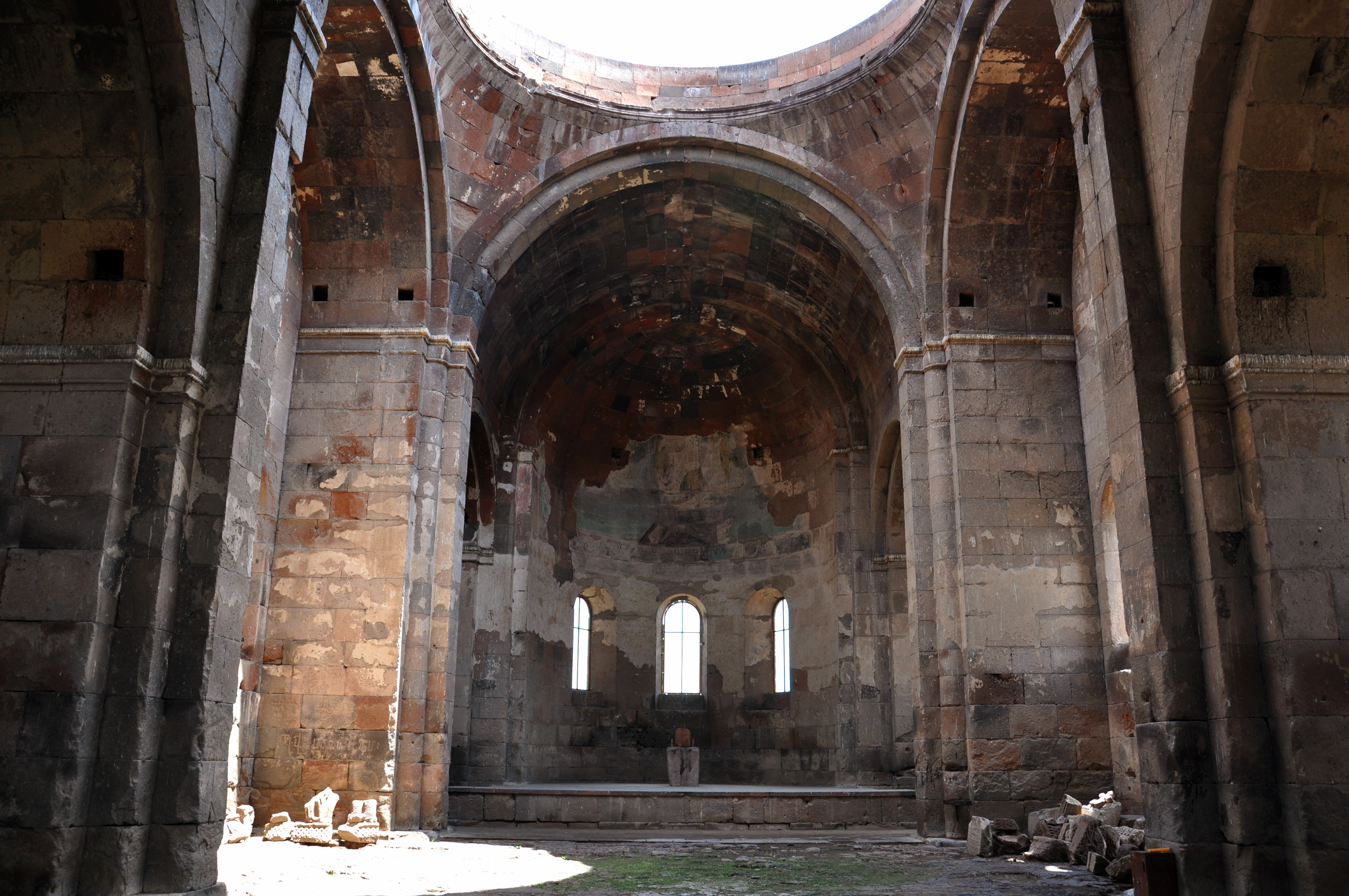
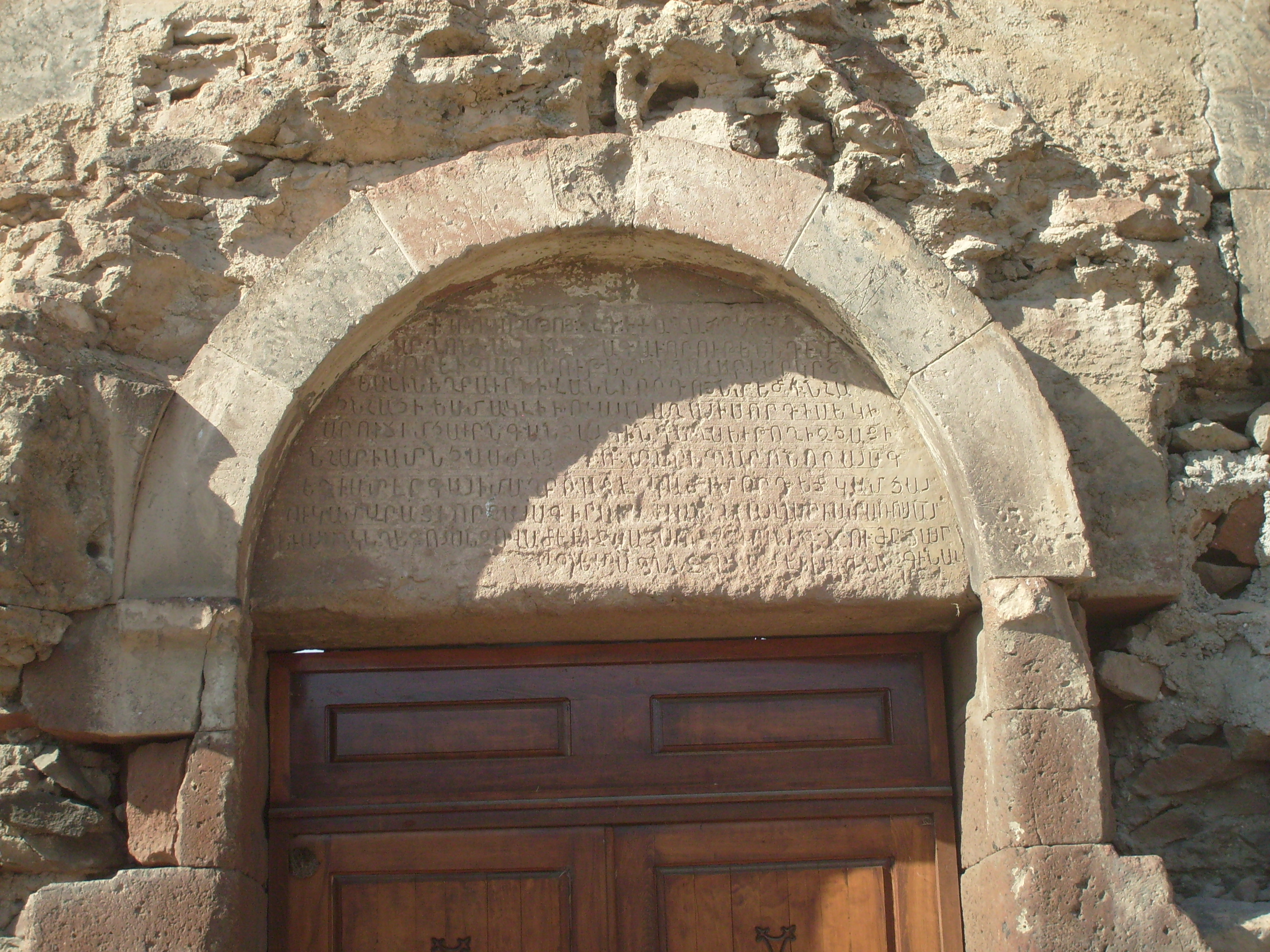
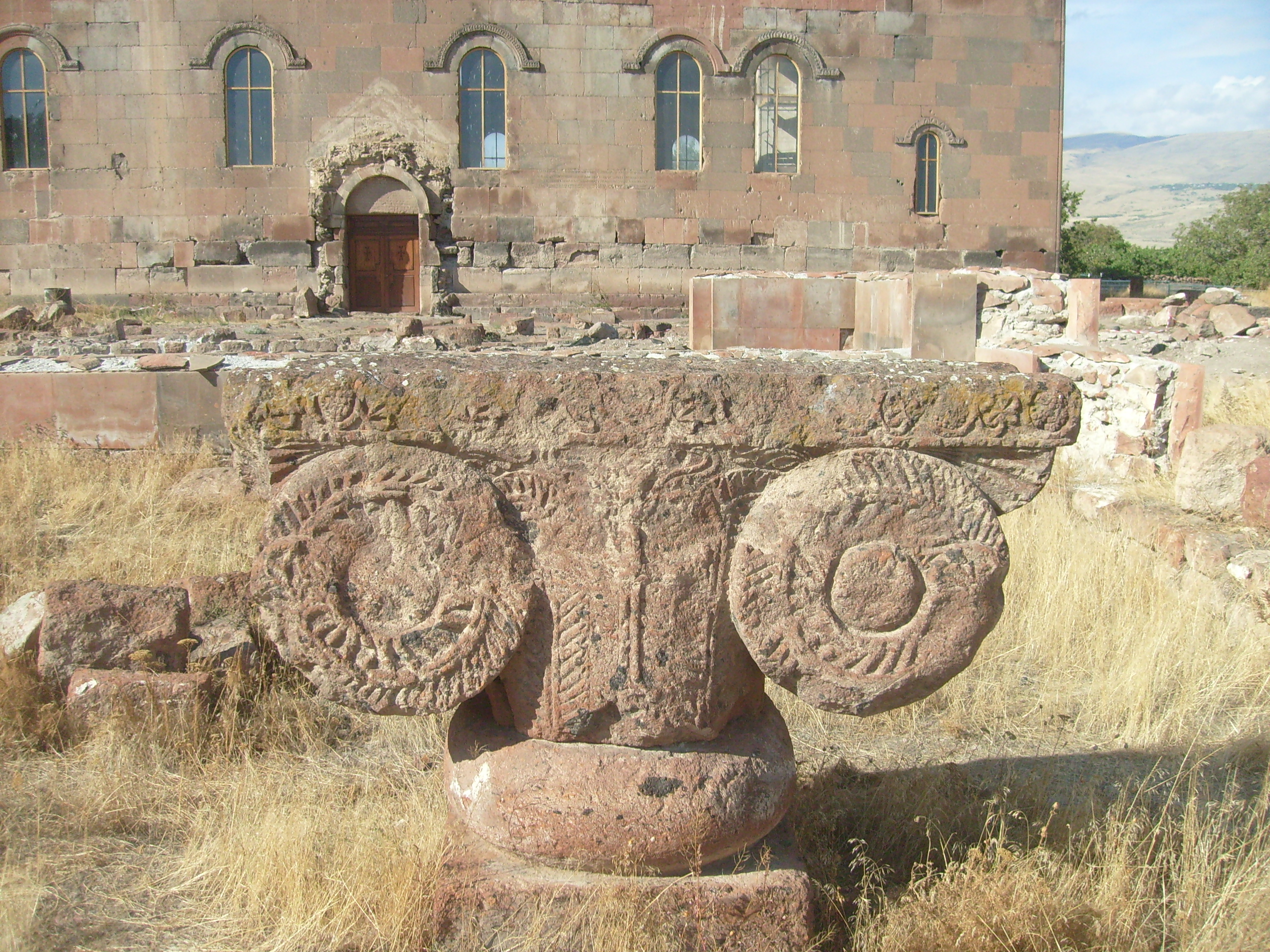